# ПероДактиль

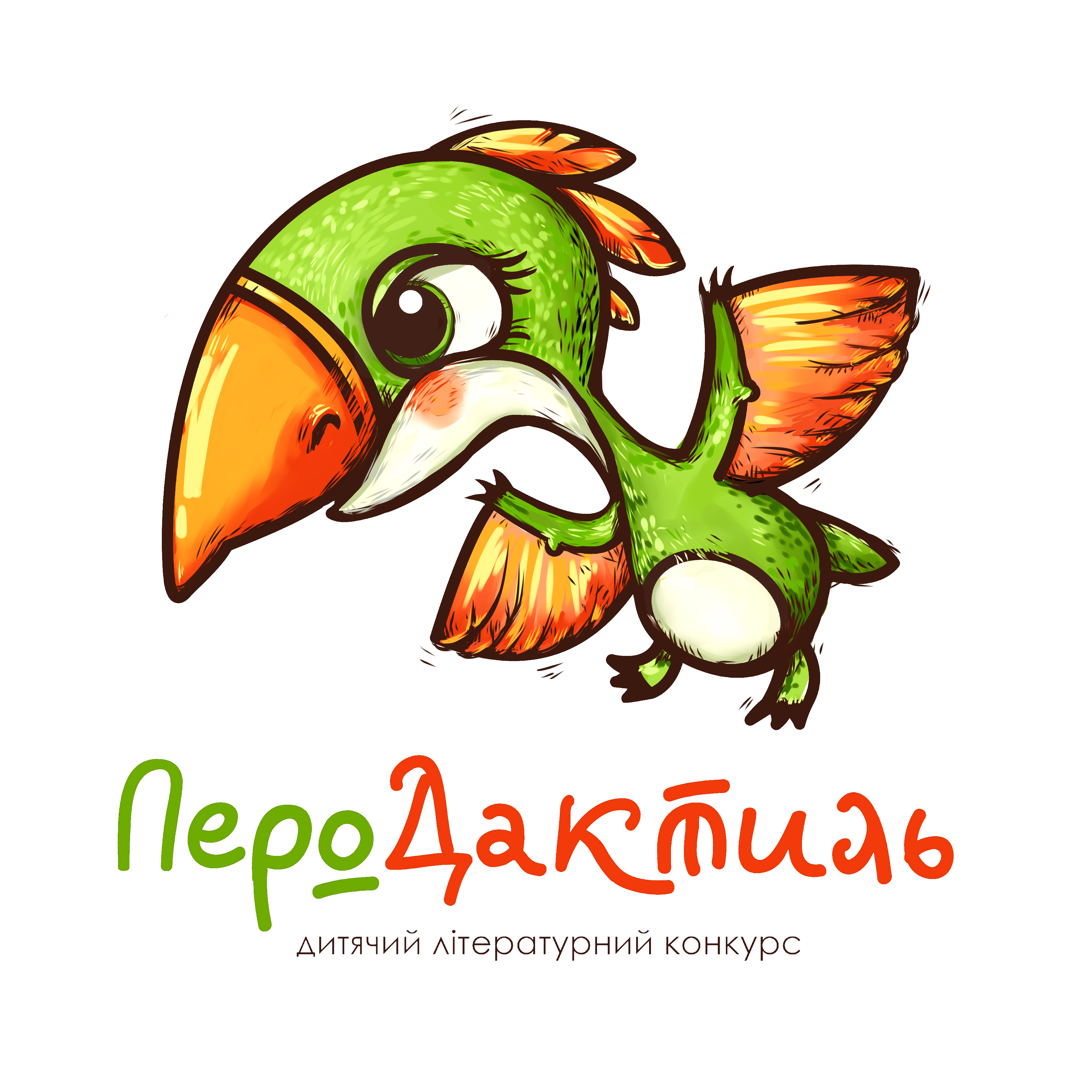
Дитячий літературний конкурс «ПероДактиль»

ПероДактиль — дитячий літературний конкурс, який проводиться з 2016 року. Дитячий літературний конкурс «ПероДактиль» — це можливість для кожної талановитої дитини спробувати свої письменницькі здібності, а також творчий майданчик для спілкування школярів між собою та з літературним середовищем.

## Про конкурс
ПероДактиль – дитячий літературний конкурс, який з 2016 року відбувається щорічно. 
Учасниками можуть бути діти від 8 до 16 років. Головна вимога до конкурсних робіт – вони мають бути написані українською мовою.
Засновницею конкурсу є педагогиня і активна мама Ірина Кузьменко.
«ПероДактиль» відбувається за підтримки спонсорів і партнерів та сприяння Міністерства освіти та науки України. У  2018 році частину коштів організатори зібрали за допомогою краудфандингової платформи «Спільнокошт». [10]
Конкурсні роботи оцінює професійне журі, до складу якого входять відомі українські письменники  Іван Андрусяк, Леся Мудрак, Галина Невінчана (перші два конкурси), Олег Рибалка, Тетяна Стус, Григорій Фалькович, Галина Ткачук (починаючи з ІІІ конкурсу).
Нагородження переможців конкурсу традиційно відбувається у м. Біла Церква. [5],[6]

## Завдання конкурсу
• Пошук літературних талантів
• Створення умов для комунікації творчих дітей
• Залучення дітей до літературного процесу
• Формування творчої культури дітей

## Умови конкурсу
Учасниками конкурсу можуть бути
1. Діти віком від 8 до 16 років включно. На момент закінчення терміну подання робіт учаснику має вже виповниться 8 років, проте ще не виповниться 17.
2. Територіальних обмежень немає. Брати участь у Конкурсі можуть діти, які проживають у будь-якому куточку Землі.
Вікові категорії та номінації Учасники Конкурсу розподіляються за віковими категоріями, в кожній з яких передбачається 3 премії в номінаціях «Проза» та «Поезія»: • 8 -10 років • 11-13 років • 14-16 років
Вимоги до робіт
1. До участі в конкурсі допускаються твори, написані українською мовою, які раніше не друкувались, не розповсюджувались будь-яким чином, і права на які не були передані третім особам. 2. Обмежень щодо жанру, теми, стилю та кількості поданих робіт немає. Маємо лише прохання утриматись від релігійних та політичних тем. 3. За бажанням автори можуть оздобити свої твори малюнками. 4. Обсяг прозового твору – не більше 35 000 знаків, загальний обсяг поезій – до 20 000 знаків. 5. Колективна творчість не приймається.
Детальніше з умовами конкурсу можна ознайомитись на [http://perodaktyl.com.ua%7Cофіційному%5Bнедоступне+посилання+з+липня+2019%5D сайті конкурсу].